# Estación Santa Elena
Santa Elena es una estación ferroviaria, ubicada en el Partido de Laprida, en la Provincia de Buenos Aires.

## Servicios
Es una estación del ramal perteneciente al Ferrocarril General Roca. Desde el 30 de junio de 2016 no presta servicios de pasajeros.
Por sus vías corren trenes de carga de la empresa Ferrosur Roca.